# Budinščina
Bedekovčina è un comune della Croazia di 2 793 abitanti della regione di Krapina e dello Zagorje.